# Olympische Winterspiele 1972/Teilnehmer (Österreich)
| Gelbes Symbol für Goldmedaillen mit stilisierten Olympischen Ringen | Graues Symbol für Silbermedaillen mit stilisierten Olympischen Ringen | Braundes Symbol für Bronzemedaillen mit stilisierten Olympischen Ringen |
| ------------------------------------------------------------------- | --------------------------------------------------------------------- | ----------------------------------------------------------------------- |
| 1                                                                   | 2                                                                     | 2                                                                       |

Österreich nahm an den Olympischen Winterspielen 1972 im japanischen Sapporo mit einer Delegation von 40 Athleten, 29 Männer und elf Frauen, teil.
Seit 1924 war es die elfte Teilnahme Österreichs an Olympischen Winterspielen.

## Flaggenträger
Der Rennrodler Manfred Schmid trug die Flagge Österreichs während der Eröffnungsfeier im Makomanai-Stadion.

## Medaillen
Mit einer gewonnenen Gold-, zwei Silber- und zwei Bronzemedaillen belegte das österreichische Team Platz 9 im Medaillenspiegel.

### Medaillenspiegel
| Rang   | Sportart     | Gold | Silber | Bronze | Gesamt |
| ------ | ------------ | ---- | ------ | ------ | ------ |
| 1      | Eiskunstlauf | 1    | —      | —      | 1      |
| 2      | Ski Alpin    | —    | 2      | 2      | 4      |
| Gesamt | Gesamt       | 1    | 2      | 2      | 5      |

### Medaillengewinner
| Name/n           | Sportart     | Wettkampf    |
| ---------------- | ------------ | ------------ |
| Gold             |              |              |
| Trixi Schuba     | Eiskunstlauf | Einzel       |
| Silber           |              |              |
| Annemarie Pröll  | Ski Alpin    | Abfahrt      |
| Annemarie Pröll  | Ski Alpin    | Riesenslalom |
| Bronze           |              |              |
| Wiltrud Drexel   | Ski Alpin    | Riesenslalom |
| Heinrich Messner | Ski Alpin    | Abfahrt      |

## Teilnehmer nach Sportarten

### Bob
| Athleten                                                               | Wettbewerb | Lauf 1      | Lauf 2      | Lauf 3      | Lauf 4      | Gesamt      | Gesamt |
| Athleten                                                               | Wettbewerb | Lauf 1      | Lauf 2      | Lauf 3      | Lauf 4      | Zeit        | Rang   |
| ---------------------------------------------------------------------- | ---------- | ----------- | ----------- | ----------- | ----------- | ----------- | ------ |
| Herbert Gruber Josef Oberhauser                                        | Zweierbob  | 1:16,84 min | 1:16,34 min | 1:14,44 min | 1:14,34 min | 5:01,60 min | 8      |
| Werner Delle Karth Fritz Sperling                                      | Zweierbob  | 1:16,99 min | 1:17,91 min | 1:15,84 min | 1:14,61 min | 5:05,35 min | 13     |
| Utz Chwalla Josef Eder Herbert Gruber Josef Oberhauser                 | Viererbob  | 1:11,20 min | 1:12,46 min | 1:11,11 min | 1:11,00 min | 4:45,77 min | 6      |
| Walter Delle Karth jun. Werner Delle Karth Werner Moser Fritz Sperling | Viererbob  | 1:11,58 min | 1:12,46 min | 1:11,16 min | 1:11,46 min | 4:46,66 min | 7      |

### Eiskunstlauf
| Athleten       | Wettbewerbe | Pflicht | Kür | Platzziffer | Gesamt | Gesamt |
| Athleten       | Wettbewerbe | Pflicht | Kür | Platzziffer | Punkte | Rang   |
| -------------- | ----------- | ------- | --- | ----------- | ------ | ------ |
| Günter Anderl  | Herren      | 14      | 16  | 138         | 2313,6 | 15     |
| Sonja Balun    | Damen       | 17      | 17  | 148         | 2260,6 | 17     |
| Beatrix Schuba | Damen       | 1       | 7   | 9           | 2751,5 | Gold   |

### Eisschnelllauf
| Athleten         | Wettbewerbe | Zeit        | Rang |
| ---------------- | ----------- | ----------- | ---- |
| Otmar Braunecker | 500 m       | 42,14 s     | 23   |
| Otmar Braunecker | 1500 m      | 2:14,88 min | 31   |

### Nordische Kombination
| Athleten     | Skispringen | Skilanglauf | Punkte | Rang |
| Athleten     | Punkte      | Punkte      | Punkte | Rang |
| ------------ | ----------- | ----------- | ------ | ---- |
| Ulli Öhlböck | 150,9       | 169,81      | 320,71 | 37   |

### Rodeln
| Athlet                        | Wettbewerb   | Lauf 1  | Lauf 2  | Lauf 3  | Lauf 4  | Gesamt      | Gesamt |
| Athlet                        | Wettbewerb   | Lauf 1  | Lauf 2  | Lauf 3  | Lauf 4  | Zeit        | Rang   |
| ----------------------------- | ------------ | ------- | ------- | ------- | ------- | ----------- | ------ |
| Frauen                        |              |         |         |         |         |             |        |
| Margit Graf                   | Einsitzer    | 46,89 s | 46,92 s | 46,25 s | 46,23 s | 3:06,29 min | 16     |
| Antonia Mayr                  | Einsitzer    | 46,15 s | 46,36 s | 45,97 s | 46,12 s | 3:04,60 min | 14     |
| Angelika Schafferer           | Einsitzer    | 46,00 s | 46,41 s | 45,94 s | 45,71 s | 3:04,06 min | 11     |
| Männer                        |              |         |         |         |         |             |        |
| Josef Feistmantl              | Einsitzer    | 53,18 s | 53,11 s | 52,52 s | 52,51 s | 3:31,32 min | 10     |
| Franz Schachner               | Einsitzer    | 54,67 s | 54,38 s | 53,40 s | 53,17 s | 3:35,62 min | 23     |
| Manfred Schmid                | Einsitzer    | 53,06 s | 52,80 s | 52,19 s | 52,00 s | 3:30,05 min | 7      |
| Rudolf Schmid                 | Einsitzer    | 54,33 s | 53,93 s | 52,74 s | 52,76 s | 3:33,76 min | 16     |
| Manfred Schmid Ewald Walch    | Doppelsitzer | 44,92 s | 44,83 s | -       | -       | 1:29,75 min | 7      |
| Franz Schachner Rudolf Schmid | Doppelsitzer | 45,37 s | 45,31 s | -       | -       | 1:30,68 min | 9      |

### Ski Alpin
| Athleten           | Wettbewerbe  | 1. Lauf     | 2. Lauf     | Gesamt      | Gesamt |
| Athleten           | Wettbewerbe  | 1. Lauf     | 2. Lauf     | Zeit        | Rang   |
| ------------------ | ------------ | ----------- | ----------- | ----------- | ------ |
| Frauen             |              |             |             |             |        |
| Brigitte Totschnig | Abfahrt      | -           | -           | 1:40,73 min | 15     |
| Annemarie Pröll    | Abfahrt      | -           | -           | 1:37,00 min | Silber |
| Annemarie Pröll    | Riesenslalom | -           | -           | 1:30,75 min | Silber |
| Annemarie Pröll    | Slalom       | 47,20 s     | 46,83 s     | 1:34,03 min | 5      |
| Monika Kaserer     | Abfahrt      | -           | -           | 1:42,59 min | 30     |
| Monika Kaserer     | Riesenslalom | -           | -           | 1:33,42 min | 13     |
| Monika Kaserer     | Slalom       | 47,59 s     | 46,77 s     | 1:34,36 min | 7      |
| Bernadette Rauter  | Abfahrt      | -           | -           | 1:39,84 min | 9      |
| Gertrud Gabl       | Riesenslalom | DNF         | DNF         | DNF         | DNF    |
| Gertrud Gabl       | Slalom       | 47,80 s     | DNF         | DNF         | DNF    |
| Wiltrud Drexel     | Riesenslalom | -           | -           | 1:32,35 min | Bronze |
| Wiltrud Drexel     | Slalom       | DNF         | DNF         | DNF         | DNF    |
| Männer             |              |             |             |             |        |
| David Zwilling     | Riesenslalom | 1:32,34 min | 1:39,98 min | 3:12,32 min | 7      |
| David Zwilling     | Slalom       | 57,30 s     | 54,67 s     | 1:51,97 min | 7      |
| Werner Bleiner     | Riesenslalom | 1:34,18 min | 1:41,78 min | 3:15,96 min | 18     |
| Josef Loidl        | Abfahrt      | -           | -           | 1:53,71 min | 9      |
| Josef Loidl        | Riesenslalom | 1:36,26 min | 1:38,39 min | 3:14,65 min | 12     |
| Josef Loidl        | Slalom       | 58,60 s     | DNF         | DNF         | DNF    |
| Karl Cordin        | Abfahrt      | -           | -           | 1:53,32 min | 7      |
| Heinrich Messner   | Abfahrt      | -           | -           | 1:52,40 min | Bronze |
| Alfred Matt        | Slalom       | 58,44 s     | 55,24 s     | 1:53,68 s   | 14     |
| Reinhard Tritscher | Abfahrt      | -           | -           | 1:58,05 min | 31     |
| Reinhard Tritscher | Riesenslalom | 1:32,51 min | 1:39,88 min | 3:12,39 min | 8      |
| Reinhard Tritscher | Slalom       | 59,43 s     | DSQ         | DSQ         | DSQ    |

### Skilanglauf
| Athleten                                                   | Wettbewerbe       | Zeit         | Rang |
| ---------------------------------------------------------- | ----------------- | ------------ | ---- |
| Männer                                                     |                   |              |      |
| Josef Hauser                                               | 15 km             | DNF          | DNF  |
| Josef Hauser                                               | 30 km             | DNF          | DNF  |
| Herbert Wachter                                            | 15 km             | 49:44,13 min | 42   |
| Herbert Wachter                                            | 30 km             | 1:44:45,67 h | 33   |
| Heinrich Wallner                                           | 15 km             | 49:17,97 min | 38   |
| Heinrich Wallner                                           | 30 km             | 1:48:05,42 h | 48   |
| Ulli Öhlböck Heinrich Wallner Herbert Wachter Josef Hauser | 4 × 10 km Staffel | DNF          | DNF  |

### Skispringen
| Athleten         | Wettbewerb    | 1. Durchgang | 1. Durchgang | 2. Durchgang | 2. Durchgang | Gesamt | Gesamt |
| Athleten         | Wettbewerb    | Weite        | Punkte       | Weite        | Punkte       | Punkte | Rang   |
| ---------------- | ------------- | ------------ | ------------ | ------------ | ------------ | ------ | ------ |
| Reinhold Bachler | Normalschanze | 79,5 m       | 100,3        | 76,0 m       | 101,3        | 201,6  | 29     |
| Reinhold Bachler | Großschanze   | 88,5 m       | 88,9         | 89,5 m       | 90,3         | 179,2  | 24     |
| Rudi Wanner      | Normalschanze | 77,0 m       | 104,4        | 74,0 m       | 100,6        | 205,0  | 26     |
| Rudi Wanner      | Großschanze   | 79,0 m       | 69,6         | 83,0 m       | 82,7         | 152,3  | 46     |
| Max Golser       | Normalschanze | 73,0 m       | 95,5         | 73,5 m       | 100,3        | 195,8  | 36     |
| Max Golser       | Großschanze   | 86,0 m       | 84,9         | 78,0 m       | 68,7         | 153,6  | 43     |